# Tibor Klampár

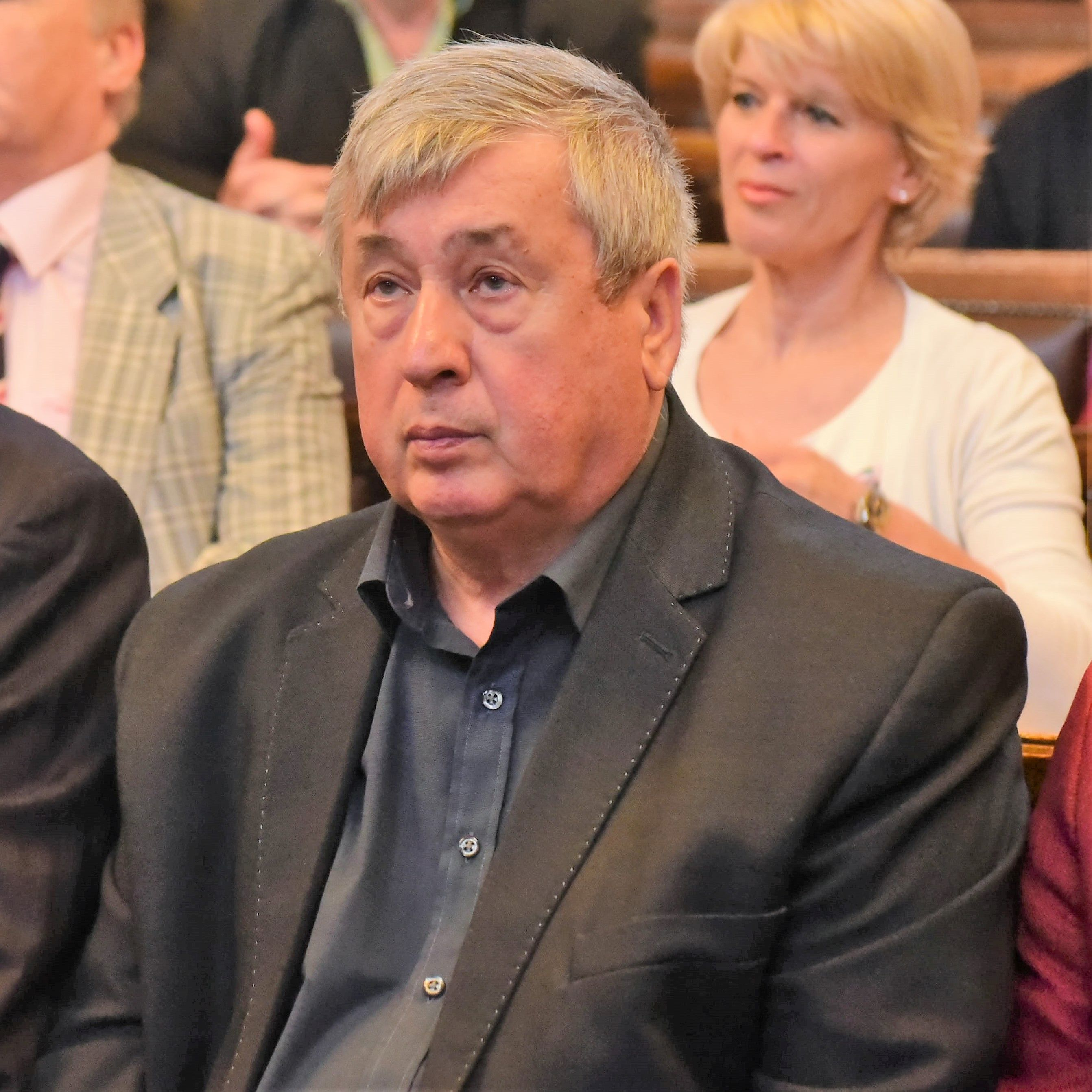
Tibor Klampár, 2019

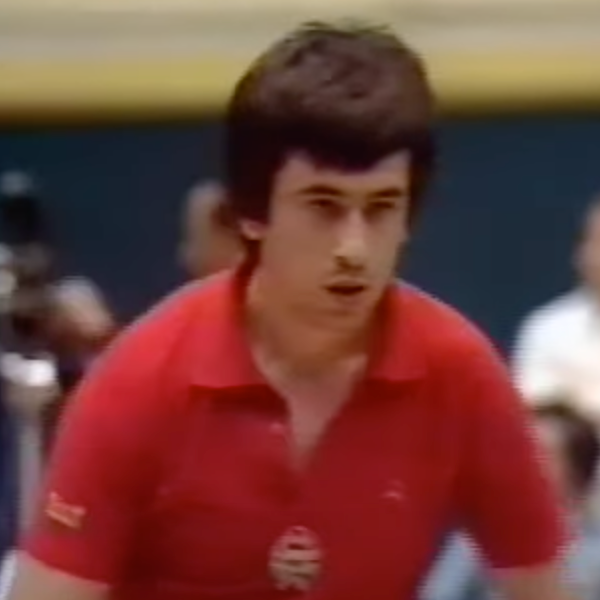
Tibor Klampar 1979, WM in Pjöngjang

Tibor Klampár [ˈtibor ˈklɒmpaːr] (* 30. April 1953 in Budapest) ist ein ehemaliger ungarischer Tischtennisspieler. In den 1970er Jahren zählte er zu den besten Spielern der Welt. Er ist zweifacher Weltmeister (Mannschaft und Doppel). Klampár wird in Tischtennisfachkreisen allgemein als der Erfinder der speziellen Technik des Frischklebens betrachtet.
Wegen wiederholten undisziplinierten Verhaltens wurde Klampár mehrfach zeitweise gesperrt:
- 1974 wurde er aus der ungarischen Nationalmannschaft ausgeschlossen[1]
- Als er sich 1982 in Deutschland von seiner Mannschaft unerlaubt entfernte, wurde er von seinem Verein Spartacus Budapest für sechs Monate gesperrt (diese Sperre wurde später auf drei Monate reduziert).

## Nationale Erfolge
Klampár wurde zwischen 1969 und 1985 25-mal ungarischer Meister, nämlich 9-mal im Einzel, 11-mal im Doppel und 5-mal im Mixed. Er spielte in dieser Zeit beim Verein Spartacus Budapest.

## Internationale Erfolge
1966 wurde Klampár Schüler-Europameister. Bei Weltmeisterschaften gewann er zweimal die Goldmedaille, 1971 im Doppel mit István Jónyer und 1979 mit der ungarischen Mannschaft. Mit Jónyer wurde er noch 1973 und 1979 Vizeweltmeister im Doppel, 1981 gewann er mit der Mannschaft Silber.
1978 und 1982 wurde er mit Ungarn Europa-Mannschaftsmeister, 1974 mit Jónyer Europameister im Doppel.
Sein erfolgreichstes Jahr im Einzel war 1981, als er das Europe TOP-12 Turnier und den World Cup in Kuala Lumpur gewann, dem zu dieser Zeit nach der Weltmeisterschaft wichtigsten Titel.

## Spielweise und Auswirkungen auf den Tischtennissport
Klampár war ein tischnah agierender kompromissloser Angriffsspieler, der auf Vor- und Rückhand extrem schnelle Schläge spielen konnte und immer den möglichst frühen und direkten Punktgewinn suchte. Diese Spielweise war insbesondere gegen die klassische Penholder-Griffhaltung, welche die meisten Chinesen in den 70er und 80er Jahren bevorzugten, sehr erfolgreich, da es die Schwächen dieser stark vorhandorientierten Technik ausnutzte, indem bereits direkt am Tisch viel Druck auf der Rückhandseite erzeugt wurde. Seine Teamkameraden István Jónyer und Gábor Gergely passten ihre Technik ebenfalls in diese Richtung an, was mitentscheidend für den 5:1-Finalsieg gegen die hochfavorisierten Chinesen bei der Weltmeisterschaft 1979 in Pjöngjang war. Spätere sehr erfolgreiche Spieler wie Jan-Ove Waldner entwickelten diese Techniken dann weiter und kombinierten sie noch mit den von den Chinesen bereits zu Klampárs Zeiten ausgetüftelten sogenannten 2-Phasen Aufschlägen.
Dragutin Šurbek, ein jugoslawischer Weltklassespieler aus Klampárs Zeit, sagte über ihn: „KIampár’s play is like a chess player’s - inscrutable“ (sein Spiel ist wie das eines Schachspielers – unergründlich).
Klampárs Spiel wurde durch die von ihm erstmals dauerhaft angewandte Technik des Frischklebens weiter forciert, welche schon bald zum Standard im Spitzensport und dann auch im Breitensport wurde. Hierbei wurden die Beläge vor jedem Training und jedem Spiel mit einem speziellen stark lösungsmittelhaltigen Kleber neu auf das Schlägerholz aufgeklebt. Klampár verwendete hier ursprünglich einen Kleber für Fahrradreifen, später gab es hier viele speziell produzierte Frischkleber im Fachhandel. Durch die im Kleber enthaltenen Lösungsmittel stieg die Elastizität der Beläge auf Kosten der Kontrolle enorm an, wodurch die mögliche Geschwindigkeit und auch der Spin bei allen Angriffsschlägen enorm stieg. Bestimmte Schläge wie der Gegentopspin wurden so überhaupt erst möglich.
Das Frischkleben führte aber auch zu immer kürzeren Ballwechseln und vielen vermeintlich leichten Fehlern, die der Attraktivität des Sports nicht zuträglich waren. Auch wurde das häufige Einatmen der Lösungsmittel als Gesundheitsrisiko angesehen, weshalb der Weltverband ITTF 2008 solche Materialmanipulationen schließlich verbot.
Nach dem Verbot entwickelten Firmen wie Butterfly Beläge, welche ab Werk sehr ähnliche Eigenschaften wie frischgeklebte Beläge hatten. Im Profisport werden bis heute fast ausnahmslos nur noch solche Beläge (sogenannte „Tensor-Beläge“) eingesetzt.

## Ausklang der Karriere
Ab Mitte der 1980er Jahre spielte Klampár mit verschiedenen österreichischen Vereinen in der Staatsliga A: 1985 bis 1988 mit UTTC Römerquelle Langenlois, 1988 bis 1998 mit Union Wolkersdorf und 1999 und 2001 bei Lavamünd. 1988 überraschte er mit einem Comeback, als er bei den Olympischen Spielen Vierter im Einzel wurde.
Nach der Weltmeisterschaft 1989, bei welcher der inzwischen 36-jährige noch einmal gute Leistungen zeigte und erst im Viertelfinale gegen den späteren Weltmeister Jan-Ove Waldner ausschied, beendete Klampár seine internationale Karriere.
Dem Tischtennissport ist Tibor Klampár bis heute verbunden. Im Amateur-Bereich ist er nach wie vor als Spieler aktiv. Des Weiteren war und ist er als Vereins-/Verbandstrainer tätig.

## Privat
Klampár hat einen Bruder (József), er ist verheiratet. Er hat einen Sohn namens Tibor und eine Tochter Ildiko. Sein Neffe Andras Podpinka ist ein starker belgischer Nationalspieler.
2005 trat sein Sohn in der deutschen Bayernliga mit Bad Höhenstadt an.

## Turnierergebnisse
| Verband | Veranstaltung                         | Jahr | Ort          | Land | Einzel        | Doppel           | Mixed         | Team |
| ------- | ------------------------------------- | ---- | ------------ | ---- | ------------- | ---------------- | ------------- | ---- |
| HUN     | Europameisterschaft                   | 1986 | Prag         | TCH  | letzte 16     |                  |               |      |
| HUN     | Europameisterschaft                   | 1984 | Moskau       | URS  | Viertelfinale |                  |               |      |
| HUN     | Europameisterschaft                   | 1982 | Budapest     | HUN  | Halbfinale    |                  |               | 1    |
| HUN     | Europameisterschaft                   | 1980 | Bern         | SUI  | letzte 16     | Halbfinale       | Viertelfinale |      |
| HUN     | Europameisterschaft                   | 1978 | Duisburg     | FRG  | Viertelfinale | Viertelfinale    | Silber        | 1    |
| HUN     | Europameisterschaft                   | 1974 | Novi Sad     | YUG  | Viertelfinale | Gold             |               | 2    |
| HUN     | Europameisterschaft                   | 1970 | Moskau       | URS  | Viertelfinale | Halbfinale       |               |      |
| HUN     | Jugend-Europameisterschaft (Kadetten) | 1966 | Szombathely  | HUN  | Gold          |                  |               |      |
| HUN     | Jugend-Europameisterschaft (Junioren) | 1970 | Teeside      | ENG  | Halbfinale    | Gold             |               |      |
| HUN     | Jugend-Europameisterschaft (Junioren) | 1968 | Leningrad    | URS  | Silber        |                  |               |      |
| HUN     | EURO-TOP12                            | 1987 | Basel        | SUI  | 8             |                  |               |      |
| HUN     | EURO-TOP12                            | 1986 | Sodertalje   | SWE  | 9             |                  |               |      |
| HUN     | EURO-TOP12                            | 1981 | Miskolc      | HUN  | 1             |                  |               |      |
| HUN     | EURO-TOP12                            | 1974 | Trollhatten  | SWE  | 4             |                  |               |      |
| HUN     | EURO-TOP12                            | 1973 | Böblingen    | FRG  | 8             |                  |               |      |
| HUN     | EURO-TOP12                            | 1972 | Zagreb       | YUG  | 6             |                  |               |      |
| HUN     | Olympische Spiele                     | 1988 | Seoul        | KOR  | 4             | sofort ausgesch. |               |      |
| HUN     | Weltmeisterschaft                     | 1989 | Dortmund     | FRG  | Viertelfinale | letzte 16        | keine Teiln.  | 10   |
| HUN     | Weltmeisterschaft                     | 1987 | New Delhi    | IND  | letzte 64     | letzte 64        | keine Teiln.  | 10   |
| HUN     | Weltmeisterschaft                     | 1985 | Göteborg     | SWE  | letzte 64     | Viertelfinale    | keine Teiln.  | 13   |
| HUN     | Weltmeisterschaft                     | 1981 | Novi Sad     | YUG  | Viertelfinale | letzte 16        | Scratched     | 2    |
| HUN     | Weltmeisterschaft                     | 1979 | Pyongyang    | PRK  | letzte 16     | Silber           | letzte 64     | 1    |
| HUN     | Weltmeisterschaft                     | 1977 | Birmingham   | ENG  | Viertelfinale | letzte 16        | letzte 64     | 4    |
| HUN     | Weltmeisterschaft                     | 1973 | Sarajevo     | YUG  | letzte 64     | Silber           | letzte 32     | 7    |
| HUN     | Weltmeisterschaft                     | 1971 | Nagoya       | JPN  | Viertelfinale | Gold             | letzte 32     | 5    |
| HUN     | Weltmeisterschaft                     | 1969 | München      | FRG  | letzte 128    | letzte 32        | letzte 32     | 9    |
| HUN     | World Cup                             | 1987 | Macao        | CHN  | 12            |                  |               |      |
| HUN     | World Cup                             | 1981 | Kuala Lumpur | MAS  | Gold          |                  |               |      |
| HUN     | World Cup                             | 1980 | Hong Kong    | HKG  | 7             |                  |               |      |